# Museo de Curiosidades Marineras Roig Toqués
El Museo de Curiosidades Marineras Roig Toqués estaba ubicado en la ciudad costera de Villanueva y Geltrú, en la comarca del Garraf .
Fue creado por Francesc Roig Toqués (1921 a 2008).
En un principio se trataba de una colección personal de piezas relacionadas con el mar; con el paso del tiempo, sin embargo, la colección fue aumentando y se decidió abrirla al público. El museo contaba con piezas de barcos de guerra y civiles, entre los que destacaban un mascarón de proa del XIX, una campana del destructor Sánchez Barcáiztegui de 1926 o una recopilación de más de 100 metopas de barcos. 
El museo se convirtió notablemente famoso y conocido durante los años 70, en parte gracias a un pez adiestrado conocido popularmente como la Carpa Juanita. El pescado se asomaba de la balsa cuando Roig Toqués se acercaba para ser alimentada con una cucharilla, y beber a chorro con un porrón.
Cuando murió su impulsor en 2008,  el museo cerró sus puertas. En 2012 el Ayuntamiento de Villanueva y la Geltrú aprobó la creación de un espacio museístico en el faro de la localidad donde poder ubicar la colección de Roig Toqués. Finalmente, el 2016 parte de la colección volvió a ser visitable dentro del Espai Far,  añadiendo además un espacio dedicado a la figura de Francesc Roig Toqués.